# 579 TCN
579 TCN là một năm trong lịch La Mã.